# Casa Barangé
La Casa Barangé és una obra racionalista de Barcelona protegida com a Bé Cultural d'Interès Local.
La Casa Barangé està situada al barri de Vallcarca, tot just a tocar del viaducte de Vallcarca. És una casa aïllada i unifamiliar, enfrontada a la plaça Mons, consistent en una planta baixa i dues plantes destinades a l'habitatge.
Les façanes més ressenyables són aquelles que menen a la plaça Mons i a la pròpia parcel·la, mentre que les del carrer Gustavo Adolfo Bécquer i al darrere del terreny tenen un menor protagonisme. En les primeres, tota l'estructura s'articula en una multiplicitat de volums quadrangulars que no trenquen els eixos cúbics generals. La planta baixa presenta un bon nombre de finestrals allargats i de diferents cossos. Del costat del porta en neix una escala que dona pas a un dels elements més interessants d'aquest edifici. Es tracta d'una balconada curvilínia, una marquesina i un finestrals estret també corregut. Aquests elements confereixen la major part del protagonisme de l'edifici a aquest tram, on es trenca l'essència cúbica del conjunt. La segona planta, que té nous volums cúbics que donen pas a petites terrasses. Les façanes secundàries tenen un bon nombre d'obertures no emmarcades i situades de manera aleatòria, o almenys amb un aire poc ordenat.
El tractament dels paraments de façana i els elements tubulars de les baranes configuren una altra característica habitual en les obres del Grup d'Arquitectes i Tècnics Catalans per al Progrés de l'Arquitectura Contemporània (GATCPAC). Malgrat les modificacions que ha sofert la construcció, continua expressant el llenguatge volumètric que l'arquitecte va transmetre. L'estat de conservació del conjunt és bo.